# Shandong Gold Mining
Shandong Gold Mining Co., Ltd. er et kinesisk guldmineselskab og datterselskab til det statsejede Shandong Gold Group. Shandong Gold Group er partner med provinsstyret i Shandong. Virksomheden der etableret i år 200 havde i 2012 en omsætning på 6,26 billion USD og 13.536 medarbejdere. Shandong Gold Mining er børsnoteret på Shanghai Stock Exchange.